# Expedició 25
L'Expedició 25 va ser la 25a estada de llarga durada a l'Estació Espacial Internacional (ISS). L'Expedició 25 va començar amb el desacoblament del Soiuz TMA-18 el 25 de setembre de 2010. Tres nous membres (Scott Kelly, Alexander Kaleri i Oleg Skrípotxka) van arribar a bord de l'ISS a l'octubre de 2010 en el Soiuz TMA-01M per unir-se a Douglas Wheelock, Fiódor Iurtxikhin i Shannon Walker, i van formar la tripulació completa de sis membres de l'Expedició 25. L'astronauta de la NASA Doug Wheelock va acceptar el comandament de l'Expedició 25 en el 22 de setembre de 2010, prenent el relleu d'Aleksandr Skvortsov de Rússia. La sortida de Wheelock, Walker i Iurtxikhin el 25 de novembre de 2010 va marcar el final de l'Expedició 25.
Durant l'Expedició 25, la nau Progress M-08M va visitar l'ISS. La Progress M-08M es va acoblar a l'estació el 30 d'octubre de 2010 transportant 2,5 tones de subministraments. El Transbordador Espacial Discovery en la missió STS-133 va ser programat per arribar a l'ISS en el 3 de novembre de 2010 però es va replanificar pel llançament al 3 de febrer de 2011. El desè aniversari de treball, investigació i vida humana a bord de l'ISS va coincidir sobre l'Expedició 25. En el 2 de novembre de 2000, el Comandant de l'Expedició 1 William Shepherd i els Enginyers del Vol Serguei Krikaliov i Iuri Guidzenko es van convertir en els primers residents de l'estació. L'Expedició 25 va finalitzar el 26 de novembre.

## Tripulació
| Posició           | Primera part (Setembre de 2010)              | Segona part (Octubre de 2010 a novembre de 2010) |
| ----------------- | -------------------------------------------- | ------------------------------------------------ |
| Comandant         | Douglas H. Wheelock, NASA Segon vol espacial | Douglas H. Wheelock, NASA Segon vol espacial     |
| Enginyer de Vol 1 | Shannon Walker, NASA Primer vol espacial     | Shannon Walker, NASA Primer vol espacial         |
| Enginyer de Vol 2 | Fiódor Iurtxikhin, RSA Tercer vol espacial   | Fiódor Iurtxikhin, RSA Tercer vol espacial       |
| Enginyer de Vol 3 |                                              | Scott J. Kelly, NASA Tercer vol espacial         |
| Enginyer de Vol 4 |                                              | Aleksandr Kaleri, RSA Cinquè vol espacial        |
| Enginyer de Vol 5 |                                              | Oleg Skrípotxka, RSA Primer vol espacial         |

FontNASA

## Tripulació de reserva
- Andrei Borissenko - Comandant
- Paolo Nespoli
- Catherine Coleman
- Anatoli Ivanixin
- Serguei Revin
- Ronald J. Garan, Jr.

## Preparacions del vol
Al Cosmòdrom de Baikonur al Kazakhstan, el Comandant del Soyuz de l'Expedició 25 Alexander Kaleri, l'Enginyer de Vol de la NASA Scott Kelly i l'Enginyer de Vol rus Oleg Skrípotxka van participar en una àmplia varietat d'activitats des del 26 de setembre al 4 d'octubre de 2010 mentre es preparaven per al seu llançament el 8 d'octubre de 2010 (7 d'octubre 2010 en hora de l'est dels EUA) en la nau Soiuz TMA-01M a l'Estació Espacial Internacional. El calendari inclou l'arribada de la tripulació a Baikonur, van configurar els seients de la nau Soyuz, l'elevació de les banderes fora de les seves casernes de l'Hotel de Cosmonautes de la tripulació i altres activitats tradicionals. La nau Soyuz TMA-01M v ser acoblada al seu impulsador en unes instal·lacions de processament per llavors ser remolcat a la plataforma de llançament de Baikonur, el 5 d'octubre de 2010.
La nau Soyuz TMA-01M i el coet transportador van ser traslladats al Complex de Llançament 5 (Complex 17P32-5) al Cosmòdrom de Baikonur en un vehicle per rails el 5 d'octubre de 2010 per a les preparacions finals abans del llançament.

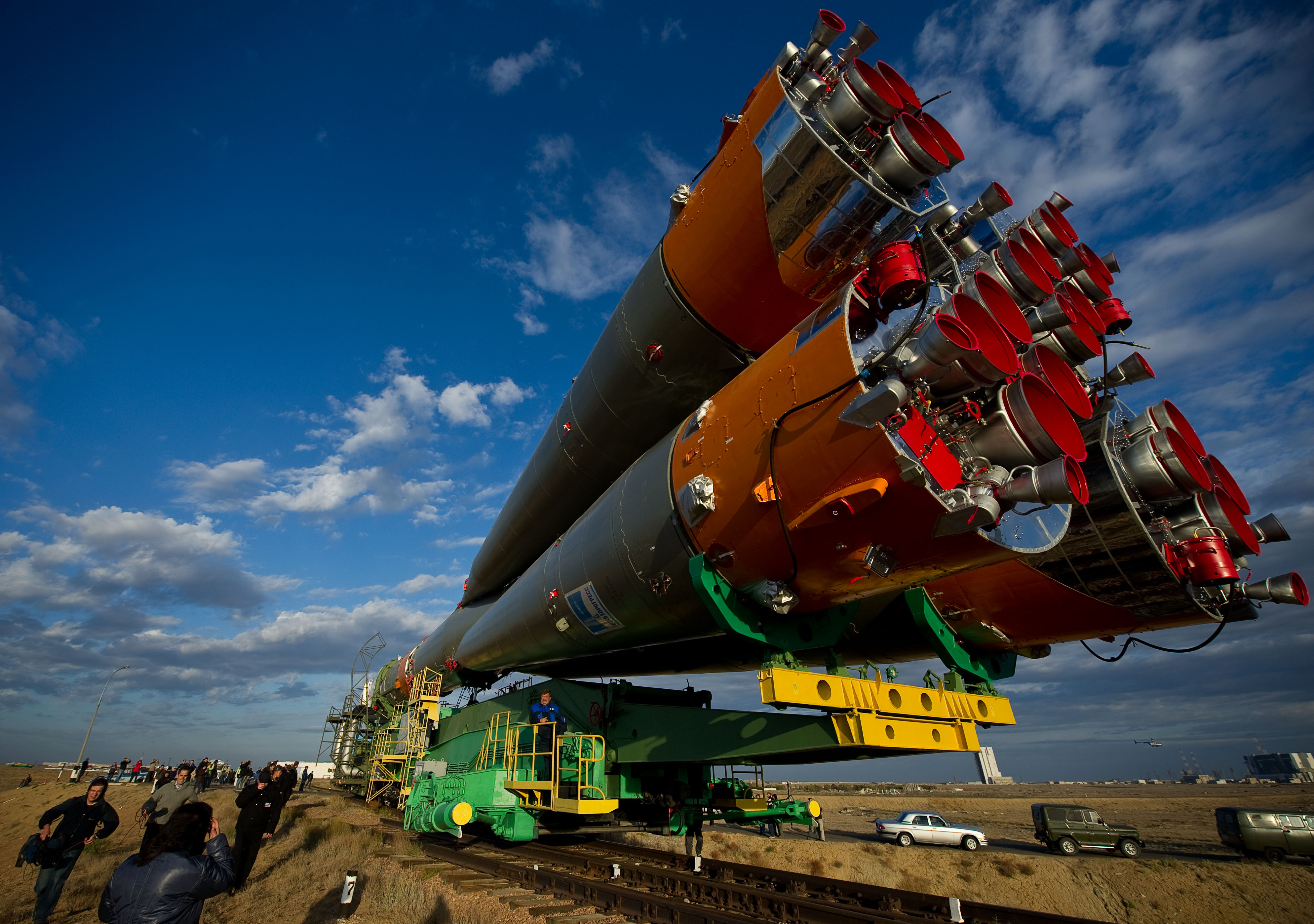
La nau Soyuz TMA-01M va ser remolcada per tren a la plataforma de llançament.
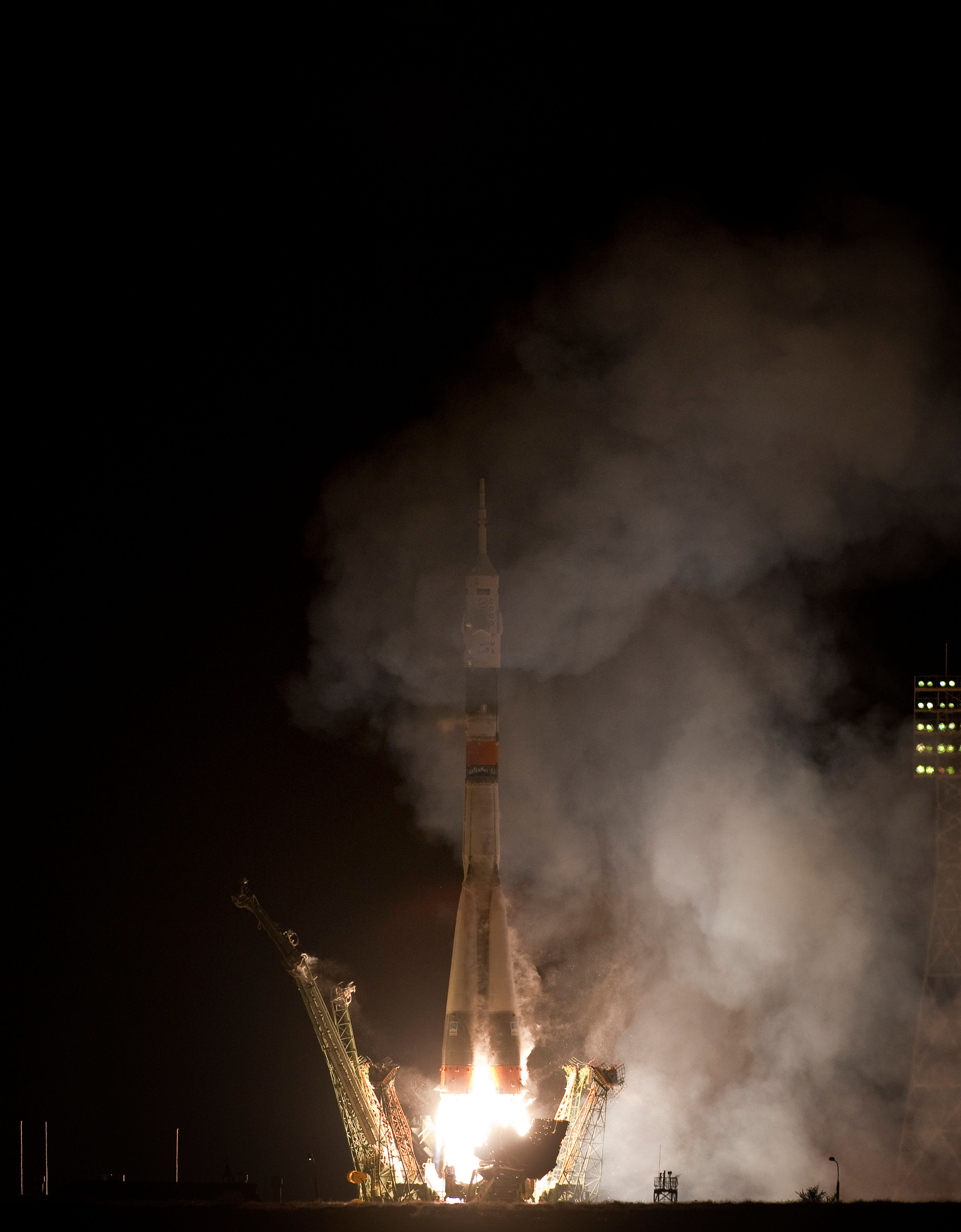
El coet del Soyuz TMA-01M s'enlaira del Cosmòdrom de Baikonur al Kazakhstan a les 7:10 p.m. EDT del dijous, 7 d'octubre de 2010.
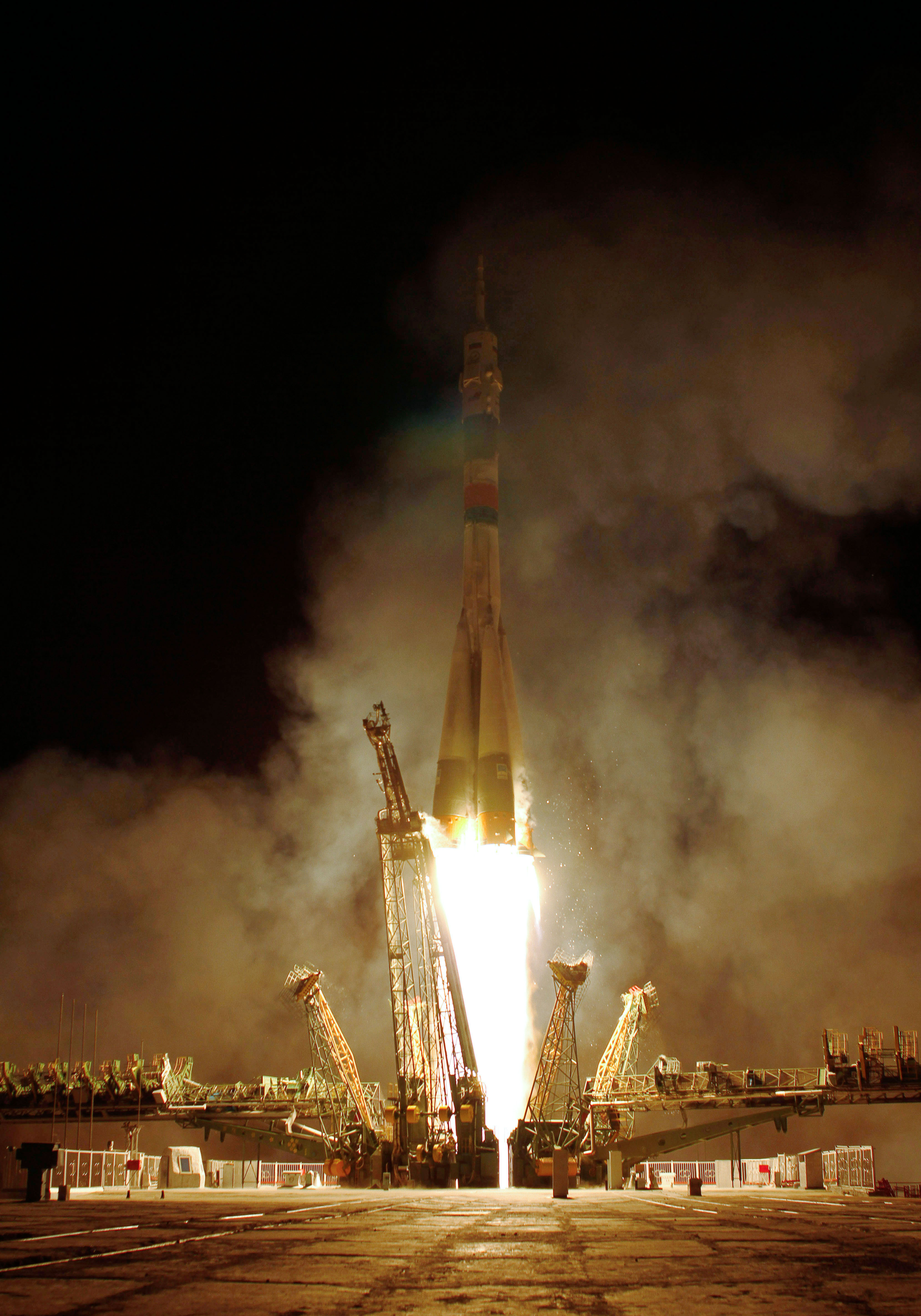
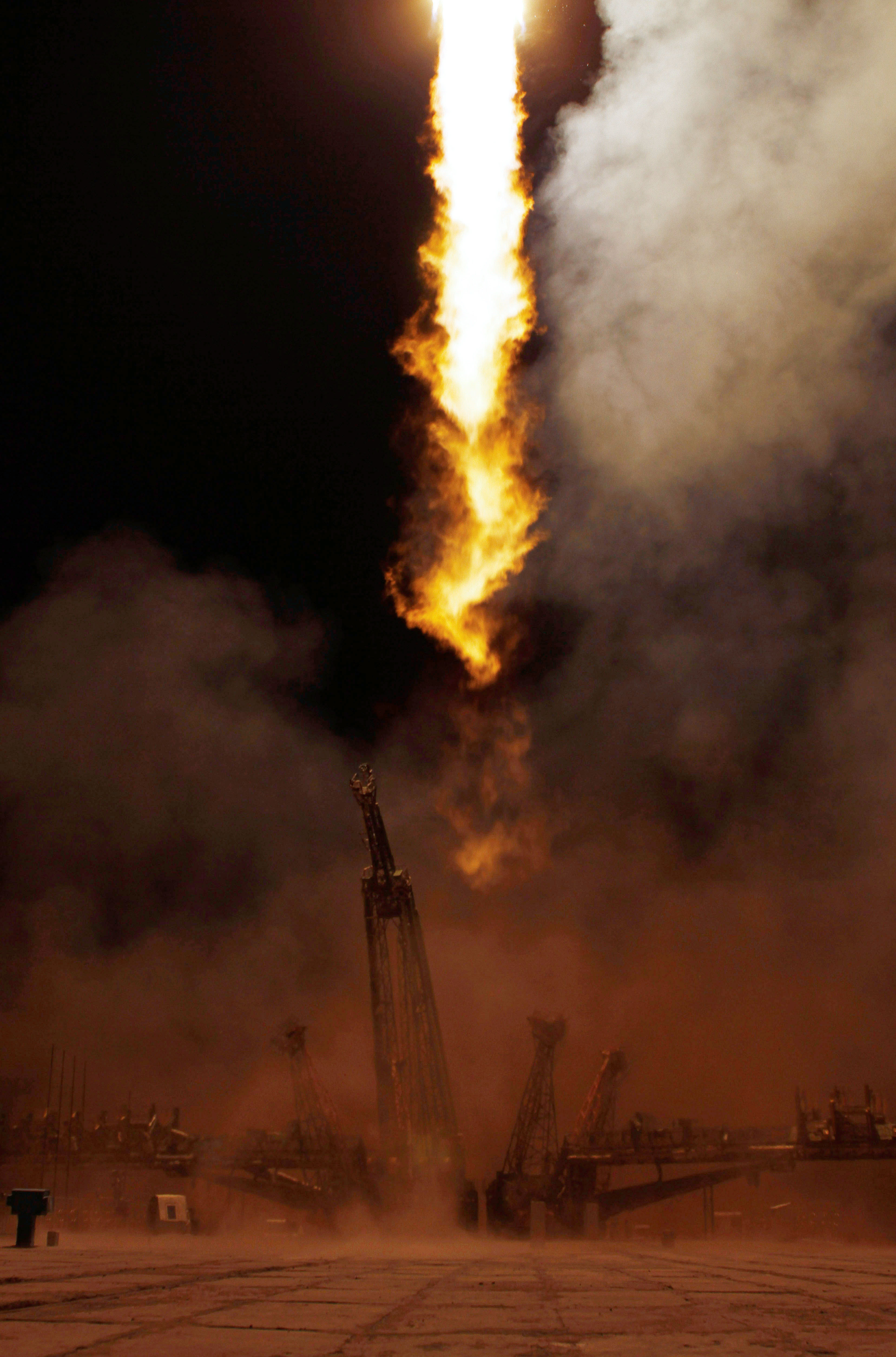

## Experiments

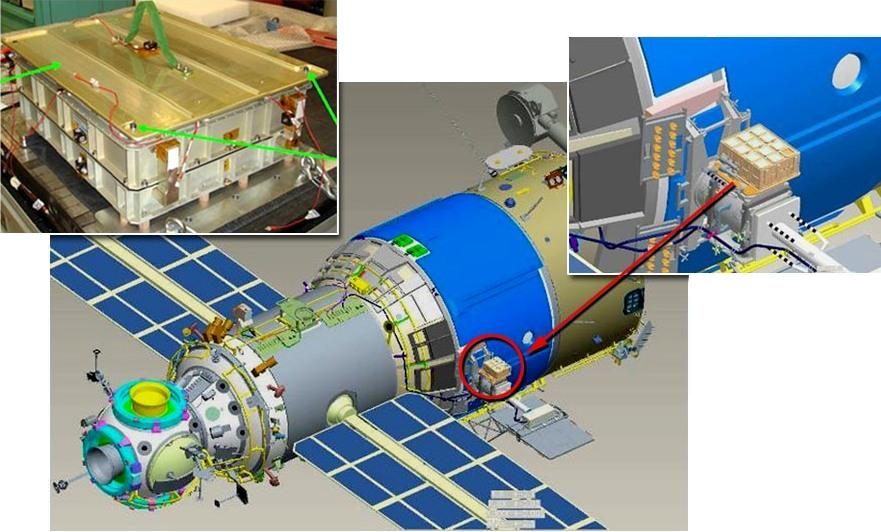
Càrrega útil de l'EXPOSE-R.

L'Agència Espacial Russa va revelar que durant les Expedicions 25 i 26, hi havia programades 504 sessions de 41 experiments (34 experiments d'expedicions anteriors i set nous experiments). Entre els nous experiments s'inclouen: Molniya-Gamma, Sprut-2, UHF-radiometry, SLS, VIRU, Test and Colon Crystal.
Els experiments que es van dur a terme s'inclouen:
| Camp                                       | Experiment                                                                                   | Notes |
| ------------------------------------------ | -------------------------------------------------------------------------------------------- | --- |
| Ciències de la vida                        | Sonocard, Pilot, Vzaimodeystviye, Tipologia, Pneumocard, Sprut-2, Biorisk                    | L'experiment Biorisk té com a objectiu estudiar els efectes dels bacteris i fongs microbians en els materials estructurals usats en la construcció de naus espacials.                                  |
| Investigació geofísica                     | Relaxation, Uragan, Impulse, Vsplesk, Shadow-Beacon, Molniya-Gamma                           | L'experiment Molniya-Gamma mesura els raigs gamma i la radiació òptica durant condicions de llamps i trons terrestres per estudiar flash de raigs gamma terrestres i descàrregues super-atmosfèriques. |
| Teledetecció                               | MW-radiometry, Rusalka, Zeiner, Econ                                                         | L'experiment Rusalka és una prova de procediments per a la detecció remota de metà i diòxid de carboni en l'atmosfer terrestre.                                                                        |
| Biotecnologia espacial                     | Lactolen, Biotrek, Biodegradatsia, Zhinseng-2, Structure, Constanta                          | |
| Investigació tècnica                       | Vektor-T, Izgib, Identification, Veterok, SLS, Sreda-MKS, Contur, VIRU, Bar, Test, RadioSkaf | |
| Activitats de contracte                    | EXPOSE-R                                                                                     | L'Expose-R és un experiment de l'Agència Espacial Europea (ESA) dissenyada per exposar materials orgànics als entorns extrems espacials.                                                               |
| Estudi de raigs còsmics                    | BTN-Neutron, Matryoshka-R                                                                    | |
| Projectes educatius i humanitaris          | MAI-75, Colon Crystal                                                                        | |
| Ciència de materials i tecnologia espacial | Crystallizator, Plasma crystal                                                               | |

## Fets de la missió

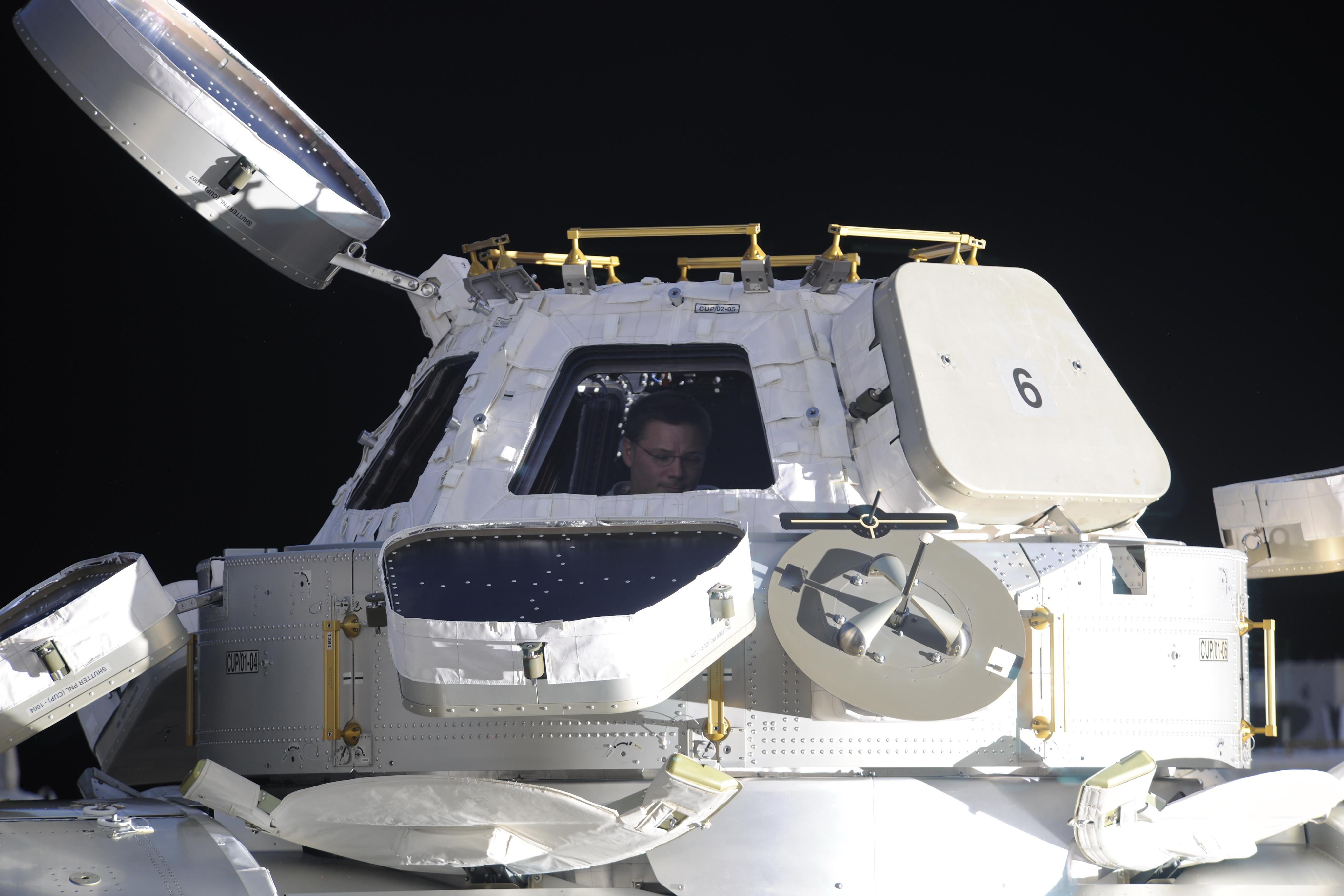
El Comandant de l'Expedició 25 Douglas Wheelock a la Cupola.

### Desacoblament del Progress M-05M
La nau de subministraments russa Progress M-05M, que va arribar a l'estació el maig de 2010, es va desacoblar el 25 d'octubre de 2010 per fer lloc a una altra nau de subministrament - la Progress M-08M.

### Progress M-08M
La nau Progress M-08M va lliurar 2,5 tones de subministrament incloent aigua, aire, combustible i maquinari pels experiments russos Molniya-Gamma i Coulomb Crystal de l'estació.
El coet transportador Soiuz-U amb la Progress M-08M, identificat per la NASA com aProgress 40 o 40P, va ser llançat des del Cosmòdrom de Baikonur, en la plataforma de llançament de Gagarin a les 15:11:50 UTC el 27 d'octubre de 2010. Després de tres dies de vol autònom, a les 16:36 UTC del 30 d'octubre de 2010, la Progress M-08M es va acoblar en el port de nadir del mòdul Pirs. Un problema durant l'aproximació de la Progress a l'estació espacial va forçar els cosmonautes de l'estació a intervenir. Durant el manteniment de l'estació com a part de les operacions d'encontre, els controladors de vol de Moscou van instruir a Alexander Kaleri per activar l'equip d'acoblament manual TORU i fer-se càrrec de les tasques de pilotatge del sistema autònom KURS de la Progress. El canvi a mode manual es va decidir quan quedaven 194 m. Kaleri va treballar dins del mòdul Zvezda de l'estació per conduir la Progress M-08M remotament utilitzant imatges de televisió i un parell de joysticks perment un acoblament guiat amb èxit.

## Passeigs espacials
| Missió               | Astronautes | Inici (UTC)            | Fi (UTC)                     | Duració               |
| -------------------- | --- | ---------------------- | ---------------------------- | --------------------- |
| Expedició 25 EVA 1 ‡ | Fiódor Iurtxikhin Oleg Skrípotxka | 15 November 2010 14:55 | 15 de novembre de 2010 21:22 | 6 hores and 27 minuts |
| Expedició 25 EVA 1 ‡ | Iurtxikhin i Skrípotxka van instal·lar una estació de treball multipropòsit en el Plane IV de la part de diàmetre gran del Zvezda i es van instal·lar puntals entre els mòduls Poisk i Zvezda i entre el Poisk i el Zarya. Van dur a terme un experiment anomenat Test, que tenia per objecte verificar l'existència de microorganismes o la contaminació per sota de l'aïllament al segment rus de l'ISS. Iurtxikhin i Skrípotxka van fotografiar i instal·lar la coberta protectiva i van desconnectar i retirar el maquinari del Plasma Pulse Injector Science de l'estació de treball multipropòsit en el Plane II del Zvezda. Es va netejar el maquinari científic del Kontur (ROKVISS) amb tovalloles seces i llavors es va desconnectar i llavors traslladar. Iurtxikhin i Skrípotxka també van instal·lar la coberta protectiva i es va desconnectar i retirar l'experiment científic Expose-R de l'estació de treball multipropòsit en el Plane II del mòdul Zvezda. L'experiment Kontur va estudiar la capacitat de control d'objectes remotament per braços robòtics i l'Expose-R és un experiment de l'Agència Espacial Europea dissenyat per exposar materials orgànics a les condicions extremes a l'espai. Iurtxikhin i Skrípotxka van instal·lar un passamans en el mòdul d'acoblament Pirs i es va instal·lar un casset SKK #1-M2 en el Poisk. Els cosmonautes també van retirar una càmera de televisió del mòdul Rassvet, però no van tenir èxit en la reubicació de la càmera a causa de la interferència amb l'aïllament en què s'anava a instal·lar. |                        |                              |                       |

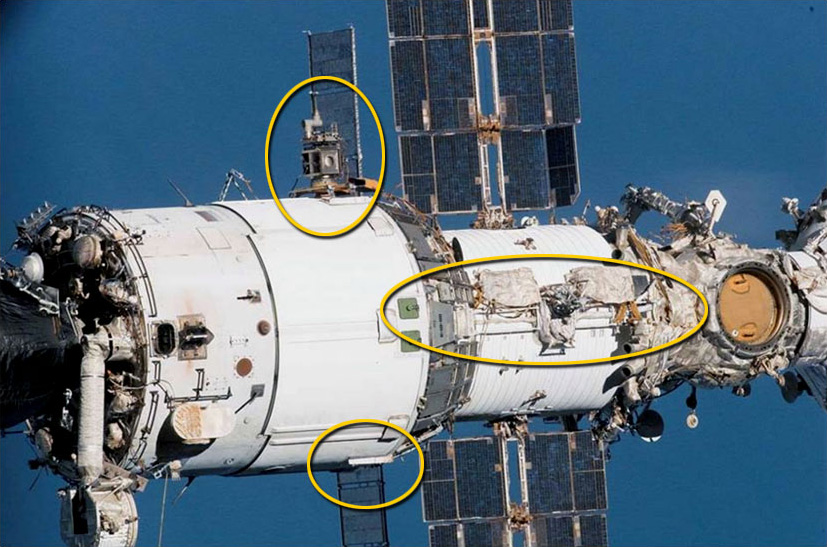
Zones de treball de l'EVA 26 rus.

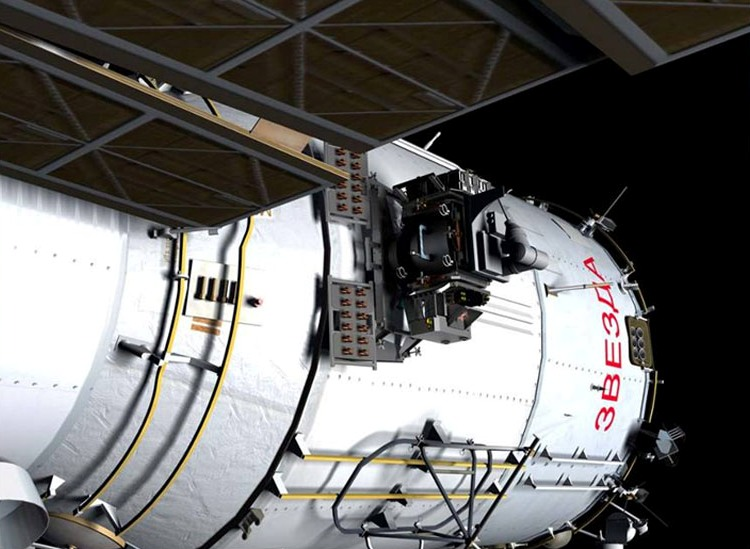
Estació de treball multipropòsit en el mòdul Zvezda.

‡ denota els passeigs espacials realitzats des del Pirs en el vestits Orlan russos.